# Campagne navale dans l'océan Indien en 1941
Théâtre d'Asie du Sud-Est de la Guerre du Pacifique
Batailles
- Action du 27 février 1941
- Action du 8 mai 1941
- Bataille entre le Sydney et le Kormoran
- Raids japonais de 1942
- Occupation japonaise des îles Andaman
- (Massacre de Homfreyganj)
- Bataille de l'île Christmas
- Raid sur Ceylan (Raid du dimanche de Pâques)
- Mutinerie des îles Cocos
- Bataille de Madagascar
- Ralliement de La Réunion
- Opération Creek
- Groupe Monsun
- Action du 13 novembre 1943
- Action du 11 janvier 1944
- Action du 14 février 1944
- Raid japonais de 1944
- Action du 17 juillet 1944

- 1940
- 1941
- 1942
- 1943
- 1944
- 1945

Le théâtre naval de l'océan Indien pendant la Seconde Guerre mondiale a impliqué de nombreux combats entre les forces de l'Axe et des forces alliées. Hormis la phase de la campagne terrestre de l'Afrique orientale italienne, toutes les opérations pertinentes se sont déroulées en mer ou avaient une forte composante maritime.
Les forces navales de l'Axe ont accordé une priorité élevée à la perturbation du commerce allié dans l'océan Indien. Ces mesures antinavires initiales de guerre sous-marine à outrance et de navires pirates incluaient aussi des frappes aériennes par les porte-avions et les raids des croiseurs de la Marine impériale japonaise. Un groupe de U-boot de la Kriegsmarine, appelé Groupe Monsun a opéré depuis l'est de l'océan Indien après que le corridor perse soit devenu une importante route d'approvisionnement militaire vers l'Union soviétique.

## Contexte
Les premiers objectifs alliés étaient la neutralisation et la capture des bases navales africaines de la Regia Marina, suivies des invasions de l'Irak en avril et de l'Iran en août. Plus tard, les Alliés se sont concentrés sur la destruction des hilfskreuzer de la Kriegsmarine et le déplacement des troupes pour se défendre contre l'expansion japonaise anticipée en Asie du Sud-Est.

## Campagne navale en 1941

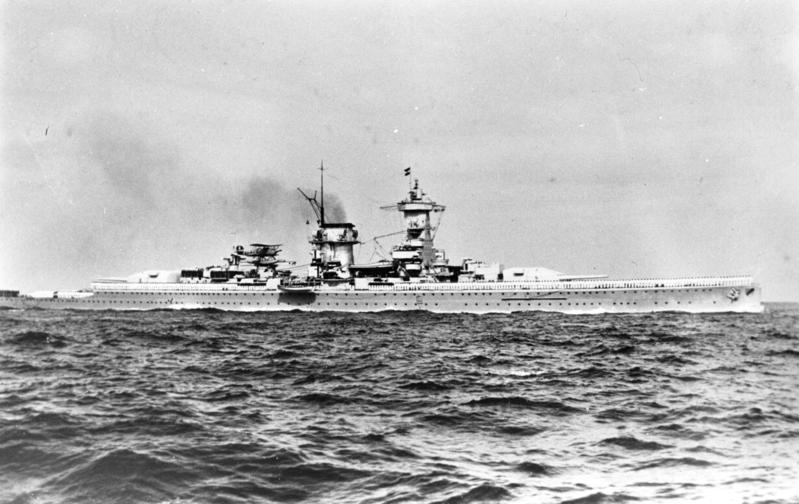
Amiral Scheer

- 24 janvier 1941: le hilfskreuzer allemand Atlantis[1] coule le cargo Mandasor au nord de Madagascar.
- 31 janvier 1941: Atlantis capture le cargo Speybank au nord de Madagascar.
- 2 février 1941: un avion HMS Formidable a attaqué Mogadiscio dans le cadre de l'Opération Breach[2]. Atlantis a capturé le pétrolier Ketty Brövig au nord de Madagascar.
- 3 février 1941: le cuirassé de poche allemand Admiral Scheer entre dans l'océan Indien depuis l'Atlantique Sud.
- 10 février 1941: les HMS Shropshire, Hermes, Hawkins, Capetown, Ceres et Kandahar forment la Force T soutenant l'offensive alliée contre la Somalie italienne depuis le Kenya.

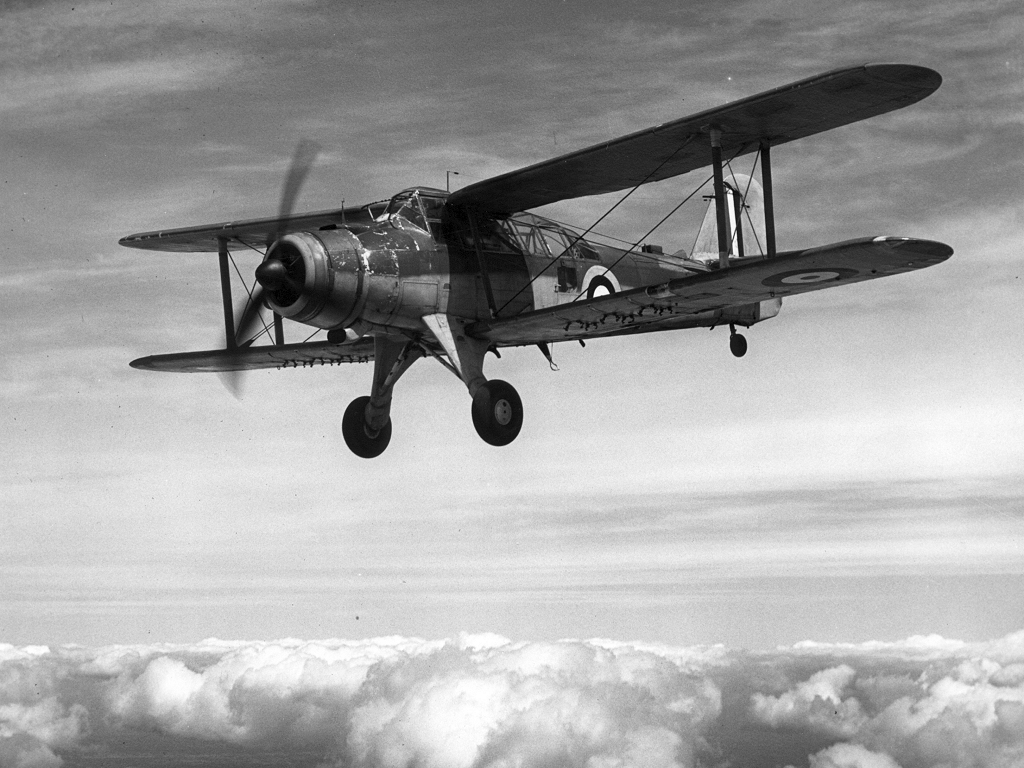
Bombardier-torpilleur Fairey Albacore

- 13 février 1941: 14 bombarbiers-torpilleurs Fairey Albacore du HMS Formidable coulent le SS Monacalieri lors du raid de l'Opération Composition[3] sur Massaoua.
- 20 février 1941: l' Amiral Scheer coule le cargo Grigorios C et capture le pétrolier British Advocate au nord de Madagascar.
- 21 février 1941: 7 Fairey Albacore du HMS Formidable attaquent Massaoua et Amiral Scheer a coulé le cargo Canadian Cruiser au nord de Madagascar.
- 22 février 1941: Amiral Scheer coule le cargo Rantaupandjang au nord de Madagascar.
- 27 février 1941: Action du 27 février 1941, le HMS Leander coule le raider marchand italien Ramb I à l'ouest des Maldives.
- 1er mars 1941: 5 Fairey Albacore du HMS Formidable attaquent Massaoua.
- 3 mars 1941: Amiral Scheer retourne dans l'Atlantique Sud pour échapper aux navires de guerre alliés.
- 4 mars 1941: Les quatre sous-marins italiens survivants abandonnent la base de Massaoua et s'échappent dans l'Atlantique Sud. Le navire de ravitaillement allemand Coburg et le Ketty Brövig ont été sabordés lorsqu'ils sont arrêtés par HMAS Canberra et HMNZS Leander, au nord de Madagascar.

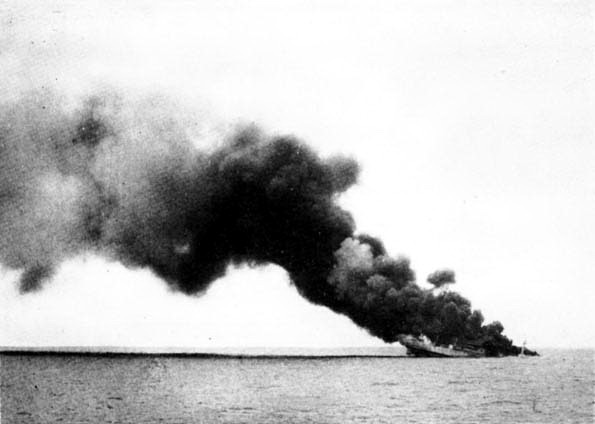
le navire italien Ramb I

- 16 mars 1941: Invasion de Berbera par la Force D de la Royal Navy.
- 23 mars 1941: Le SS Oder allemand est sabordé lorsqu'il est arrêté par le HMS Shoreham dans le golfe d'Aden.
- 1er avril 1941: Le SS Bertrand Rickmers allemand est sabordé lorsqu'il est arrêté par le HMS Kandahar.
- 8 avril 1941: 6 destroyers italiens et 17 navires marchands de l'Axe sont coulés ou sabordés lorsque les troupes alliées capturent Massaoua. Le hilfskreuzer Atlantis a quitté l'océan Indien via l'Atlantique Sud.
- 19 avril 1941: invasion britannique de Bassorah en prélude à la guerre anglo-irakienne.
- 25 avril 1941: le hilfskreuzer Pinguin coule le cargo Empire Light dans la mer d'Oman.
- 28 avril 1941: Pinguin coule le cargo Clan Buchanan dans la mer d'Oman.
- 7 mai 1941: Pinguin coule le pétrolier britannique Emperor dans la mer d'Oman.
- 8 mai 1941: Action du 8 mai 1941 le HMS Cornwall coule Pinguin dans la mer d'Oman.
- 10 juin 1941: invasion britannique d'Assab dans le cadre de l'Opération Chronometer[4].

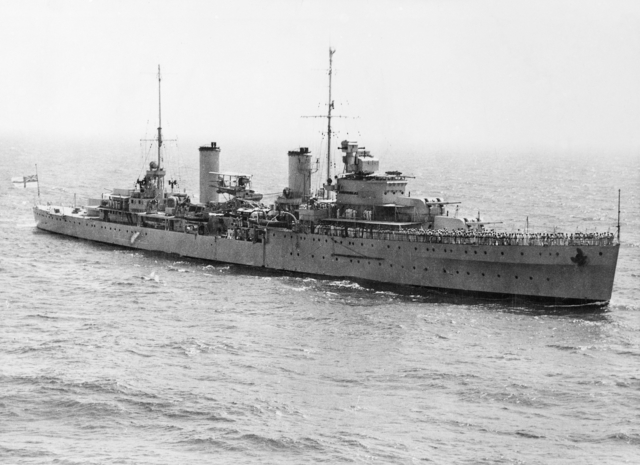
HMS Sydney

- 26 juin 1941: le hilfskreuzer allemand Kormoran[5] coule les cargos Velebit et Mareeba dans le golfe du Bengale.
- 25 août 1941: La Royal Navy soutient l'invasion anglo-soviétique de l'Iran.
- 7 septembre 1941: Un avion de l'Axe coule le cargo Steel Seafarer dans la mer Rouge.
- 24 septembre 1941: Kormoran coule le cargo Stamatios G. Embiricos dans la mer d'Oman.
- 19 novembre 1941: la bataille à l'ouest de l'Australie entre le HMAS Sydney et le Kormoran détruit les deux navires.
- 30 novembre 1941: les forces françaises libres remplacent les Français de l'Armée de Vichy dans la bataille de La Réunion.
- 2 décembre 1941: le convoi BM 9A arrive à Singapour avec des troupes de Colombo.
- 17 décembre 1941: La Sparrow Force a livré 650 soldats néerlandais et australiens au Timor.
- 27 décembre 1941: le convoi WS 24 arrive à Bombay avec 20 000 soldats chargés au port de Halifax.

### Articles externes
- (fr) La guerre du Pacifique, une vision globale.
- (en) Archives cinématographiques de la guerre du Pacifique.
- (en) Pertes de navires marchands alliés dans le Pacifique et en Asie du Sud-Est